# 前394年
| 千纪： | 前1千纪 |
| 世纪： | 前5世纪 \| 前4世纪 \| 前3世纪 |
| 年代： | 前420年代 \| 前410年代 \| 前400年代 \| 前390年代 \| 前380年代 \| 前370年代 \| 前360年代                                                                                         |
| 年份： | 前399年 \| 前398年 \| 前397年 \| 前396年 \| 前395年 \| 前394年 \| 前393年 \| 前392年 \| 前391年 \| 前390年 \| 前389年                                                           |
| 纪年： | 周安王八年 魯穆公二十二年 齊康公十一年 晉烈公二十二年 趙武侯六年 魏武侯二年 韓烈侯六年 秦惠公六年 楚悼王八年 宋休公二年 衛慎公二十一年 鄭康公二年 燕後簡公二十一年 越王翳十七年 |

## 大事記
- 齊国伐鲁国，攻下最城（今山东曲阜东南）。韓国相救。
- 鄭国負黎城（今河南登封）叛，歸附韓国。
- 雅典、底比斯、科林斯和阿尔戈斯在科林斯集结大军。斯巴达派军在尼米亚战役激战，赢得了胜利。